# Планета смаків
«Планета смаків» (рос. Планета вкусов) — російська кулінарна телепрограма, що розповідає історію дуже цікавих, оригінальних та нестандартних страв з усього світу. Авторський та документальний тревел-проєкт актора та ведучого Антона Зайцева. Програма виходила з 14 квітня 2012 по 27 жовтня 2017 роки на телеканалі «Моя планета». З 12 грудня 2018 року по теперішній час на каналі виходить проєкт «Магія смаку», який є власним твором.

## Про програму
Програма присвячена незвичайній їжі світу. Це не «кулінарне шоу», а гастрономічне розслідування з елементами «квесту», що є сумішшю документального фільму про мандрівки з елементами телекухні. Ведучий Антон Зайцев мандрує світом у пошуках рецептів особливих страв: легендарних, екзотичних, забутих, традиційних, нововинайдених, яких не знайти у звичайній кулінарній книзі. За час зйомок проекту вийшов в ефір понад 71 фільм. Ведучий вже випробував крокодила у В'єтнамі, кенгуру в Австралії, морський огірок у Кореї, червивий сир у Сардинії, рибу в лугу (лютефіск) у Норвегії, а також освоїв найвищу у світі тарзанку (Макао, 233 метри), у пошуках харчування занурювався на глибину 20 метрів, злітав на мотопараплані на висоту 400 метрів і навіть полював на акул із списом на краю Маріанської западини.
Вийшло 5 сезонів проєкту, які налічують 71 випуск. Перший сезон стартував 14 квітня 2012 року, другий 12 січня 2013 року, третій 18 січня 2014 року, четвертий 8 січня 2016 року, а останній п'ятий 13 січня 2017 року. Повторні покази проєкту виходили на каналах «IQ HD», «Жива планета», «Планета HD», «Просування» та регіональних (зараз виходять на каналах «Моя планета» та «Моя планета HD»). Проєкт також транслювався на інших каналах світу. В Росії транслювався на каналах «Росія 1», «Росія 2» та «Росія 24», в Німеччині — на каналі «Новий світ», а в Україні — на каналі «Терра». Зараз проєкт транслюється на молдавському каналі «Ren Moldova».

## Сезони

### Хронологія сезонів
| Номер | Кількість серій | Дата виходу                  | Телеканал   |
| ----- | --------------- | ---------------------------- | ----------- |
| 1     | 14              | 14 квітня — 8 грудня 2012    | Моя планета |
| 2     | 18              | 12 січня — 7 грудня 2013     | Моя планета |
| 3     | 19              | 18 січня 2014 — 6 січня 2015 | Моя планета |
| 4     | 7               | 8 січня — 22 липня 2016      | Моя планета |
| 5     | 13              | 13 січня — 27 жовтня 2017    | Моя планета |

### Список випусків

#### 1 сезон (2012)
| Номер серії | Місце     | Страва                                       | Посилання |
| ----------- | --------- | -------------------------------------------- | --------- |
| 1           | Вірменія  | Вірменські старовинні страви                 | [ 20 ]    |
| 2           | Салерно   | Італійська страва з риби, креветок та лимону |           |
| 3           | Берлін    | Німецькі традиційні страви                   | [ 21 ]    |
| 4           | Севан     | Севанські раки                               | [ 22 ]    |
| 5           | Салерно   | Античний соус гарум                          |           |
| 6           | Берлін    | Німецькі інтернаціональні страви             | [ 23 ]    |
| 7           | Німеччина | Німецькі інтернаціональні страви             | [ 24 ]    |
| 8           | Кипр      | Клефтіко                                     |           |
| 9           | Єреван    | Вірменський хаш                              | [ 25 ]    |
| 10          | Гамбург   | Гамбурзькі страви                            | [ 26 ]    |
| 11          | Адигея    | Курка                                        |           |
| 12          | Кельн     | Кельнські старовинні страви                  | [ 27 ]    |
| 13          | Мюнхен    | Страви «Октоберфесту»                        |           |
| 14          | Дрезден   | Дрезденські страви                           |           |

#### 2 сезон (2013)
| Номер серії | Місце                | Страва                                         | Посилання |
| ----------- | -------------------- | ---------------------------------------------- | --------- |
| 1 (15)      | Борщів               | Український борщ                               |           |
| 2 (16)      | Київ                 | Київський торт                                 |           |
| 3 (17)      | Агсу, Гейчай, Габала | Фісінджан шах, гранатовий сік, вино, даш араси | [ 29 ]    |
| 4 (18)      | Шекі                 | Піті, шекінська халва                          | [ 31 ]    |
| 5 (19)      | Галілейське море     | Риба Святого Петра                             |           |
| 6 (20)      | Ізраїль              | Жертва храму                                   |           |
| 7 (21)      | Азербайджан          | Садж, бакинська баклава, дюшпере               | [ 33 ]    |
| 8 (22)      | Казахстан            | Науриз-коже                                    |           |
| 9 (23)      | Гельсінкі            | Гельсінські страви                             |           |
| 10 (24)     | Лаппеенранта         | Сяря                                           |           |
| 11 (25)     | Сеул                 | Сеульскі королевські страви                    |           |
| 12 (26)     | Мурсія               | Мар мінор, мар майор                           |           |
| 13 (27)     | Австрія              | Яловичина                                      |           |
| 14 (28)     | Канвондо             | Асорті з морепродуктів                         |           |
| 15 (29)     | Сайпан               | Сайпанські страви                              |           |
| 16 (30)     | Сайпан               | Келогвін                                       | [ 34 ]    |
| 17 (31)     | В'єтнам              | Ла-у                                           |           |
| 18 (32)     | Італія               | Трюфелі                                        |           |

#### 3 сезон (2014—2015)
| Номер серії | Місце             | Страва                                   | Посилання |
| ----------- | ----------------- | ---------------------------------------- | --------- |
| 1 (33)      | Італія            | Каштани                                  |           |
| 2 (34)      | Удмуртія          | Удмуртська страва                        |           |
| 3 (35)      | Гонконг           | Староноворічні страви                    |           |
| 4 (36)      | Гонконг           | Гонконгські страви                       |           |
| 5 (37)      | Азербайджан       | Страви «Новруза»                         |           |
| 6 (38)      | Баден, Вюртемберг | Шпецле, мюлерин                          | [ 35 ]    |
| 7 (39)      | Макао             | Страви Макао                             |           |
| 8 (40)      | Сардинія          | Сардинська 358-річна страва              |           |
| 9 (41)      | Сідней            | Страви зеленого континенту               |           |
| 10 (42)     | Казань            | Казанські страви                         |           |
| 11 (43)     | Макао             | Ноуйо типан чаомін                       |           |
| 12 (44)     | Норвегія          | Лютефіск                                 |           |
| 13 (45)     | Сардинія          | Акула, сардини                           |           |
| 14 (46)     | Австралія         | Хвіст кенгуру, найдорожчий горіх у світі |           |
| 15 (47)     | Сідней            | Страви зеленого континенту               |           |
| 16 (48)     | Болгарія          | Болгарські страви                        |           |
| 17 (49)     | Норвегія          | Лютефіск                                 |           |
| 18 (50)     | Трієст            | Спагеті але бузара                       |           |
| 19 (51)     | Інгушетія         | Дух-халтам                               |           |

#### 4 сезон (2016)
| Номер серії | Місце    | Страва                                          | Посилання |
| ----------- | -------- | ----------------------------------------------- | --------- |
| 1 (52)      | Абхазія  | Абхазські страви                                |           |
| 2 (53)      | Батумі   | Найкраща риба, аджарське хачапурі, домашня чача |           |
| 3 (54)      | Тбілісі  | Тбіліські страви                                |           |
| 4 (55)      | Осетія   | Осетинський сир, дзика, пироги                  |           |
| 5 (56)      | Кахетія  | Вино, сири                                      |           |
| 6 (57)      | Дубай    | Дубайські страви                                |           |
| 7 (58)      | Словенія | Словенські страви                               |           |

#### 5 сезон (2017)
| Номер серії | Місце    | Страва | Посилання |
| ----------- | -------- | ------ | --------- |
| 1 (59)      | Італія   |        |           |
| 2 (60)      | Бахрейн  |        |           |
| 3 (61)      | Валенсія |        | [ 37 ]    |
| 4 (62)      | Валенсія |        | [ 38 ]    |
| 5 (63)      | Руанда   |        |           |
| 6 (64)      | Руанда   |        |           |
| 7 (65)      | Греція   |        |           |
| 8 (66)      | Москва   |        |           |
| 9 (67)      | Греція   |        |           |
| 10 (68)     | Греція   |        |           |
| 11 (69)     | Дубай    |        |           |
| 12 (70)     | Литва    |        |           |
| 13 (71)     | Італія   |        |           |

## Трансляція

### Прем'єрна трансляція
- 2012—2017 — Моя планета[4]
- 2012—2014 — Росія 1
- 2012—2013 — Росія 24[39]
- 2013—2014 — Росія 2[39]

### Повторна трансляція
- 2016—2023 — Новий світ
- 2018—2019 — Терра[40]
- 2022—2023 — Ren Moldova[41]

## Нагороди та досягнення програми
- 2017 — Премія «Велика цифра—2017» у номінації «Програма про кулінарію»[42].

## Магія смаку
«Магія смаку» (рос. Магия вкуса) — російська кулінарна телепрограма, що розповідає історію дуже цікавих, оригінальних та нестандартних страв з усього світу. Авторський та документальний тревел-проєкт Антона Зайцева. Програма виходить з 12 грудня 2018 року по теперішній час на каналі «Моя планета».